# St. Margaretha (Fischingen)

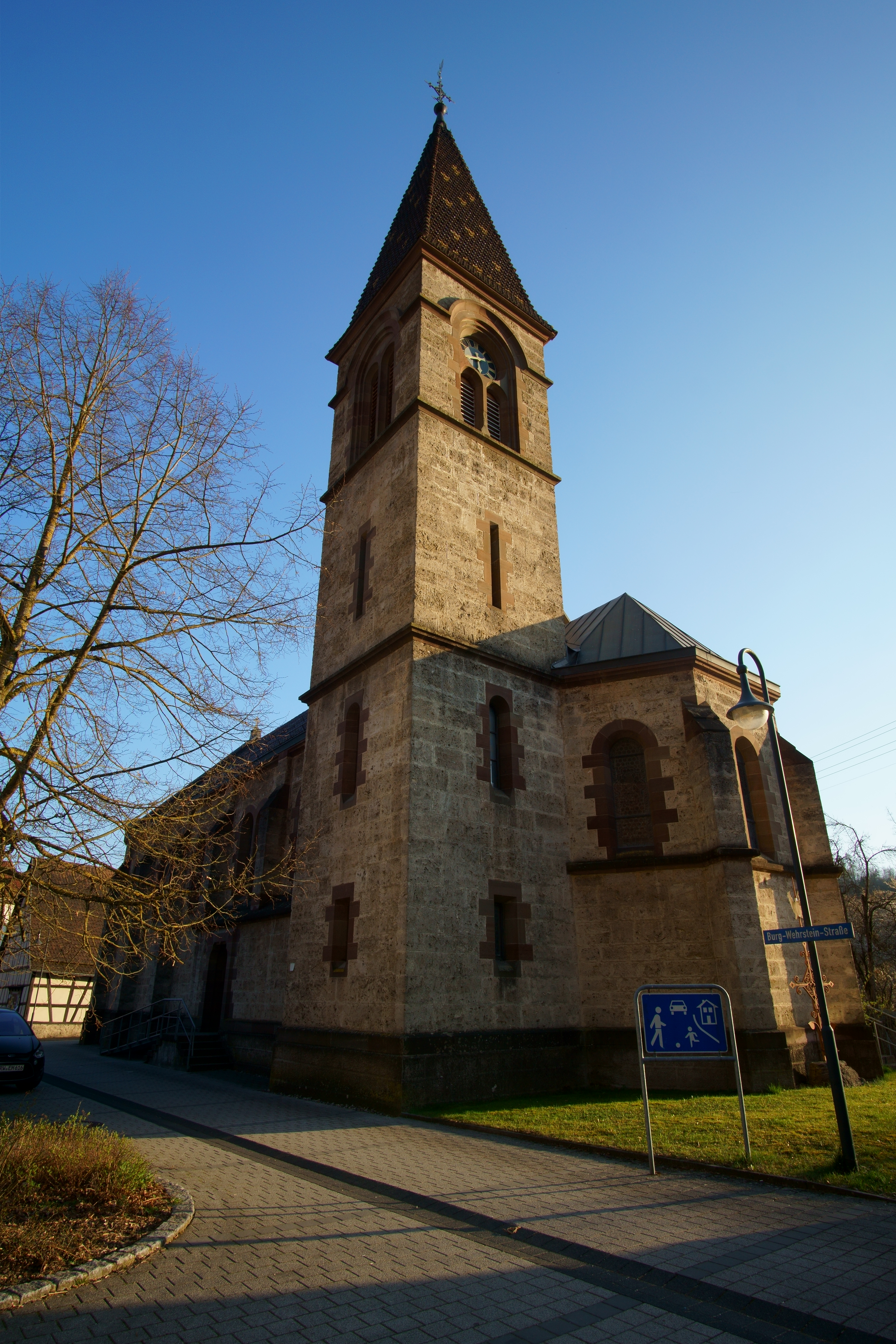
St. Margaretha in Fischingen

Die römisch-katholische Pfarrkirche St. Margaretha steht in
Fischingen, einem Ortsteil der Stadt Sulz am Neckar im Landkreis Rottweil in Baden-Württemberg. Die Kirchengemeinde gehört zum Erzbistum Freiburg. Das Bauwerk ist beim Landesamt für Denkmalpflege Baden-Württemberg als Baudenkmal eingetragen. Kirchenpatronin ist die Hl. Margareta von Antiochia. 

## Beschreibung
Die neuromanische Saalkirche aus Quadermauerwerk wurde 1900 anstelle des Vorgängerbaus von 1440 errichtet nach Plänen von Richard Raisch. Sie besteht aus einem Langhaus, einem eingezogenen, dreiseitig geschlossenen Chor im Nordwesten, die beide von Strebepfeilern gestützt werden, und einem Chorflankenturm an der Nordostseite und der Sakristei an der Südostseite des Chors. Das oberste Geschoss des mit einem Pyramidendach bedeckten Turms beherbergt hinter den als Biforien gestalteten Klangarkaden den Glockenstuhl, in dem vier Kirchenglocken hängen. Drei der Glocken wurden 1951 in der Glockengießerei Bachert gegossen. Die vierte Glocke von 1867 kommt aus der Gießerei Kaltenmoser in Horb.
Der neugotischen Hauptaltar und die neugotische Kanzel stammen aus der  Kirchenausstattung des Vorgängerbaus. Die Orgel auf der Empore wurde 1852 von den Gebrüder Klingler gebaut und 1973 von Orgelbau Kubak überholt und erweitert.